# Skalariak

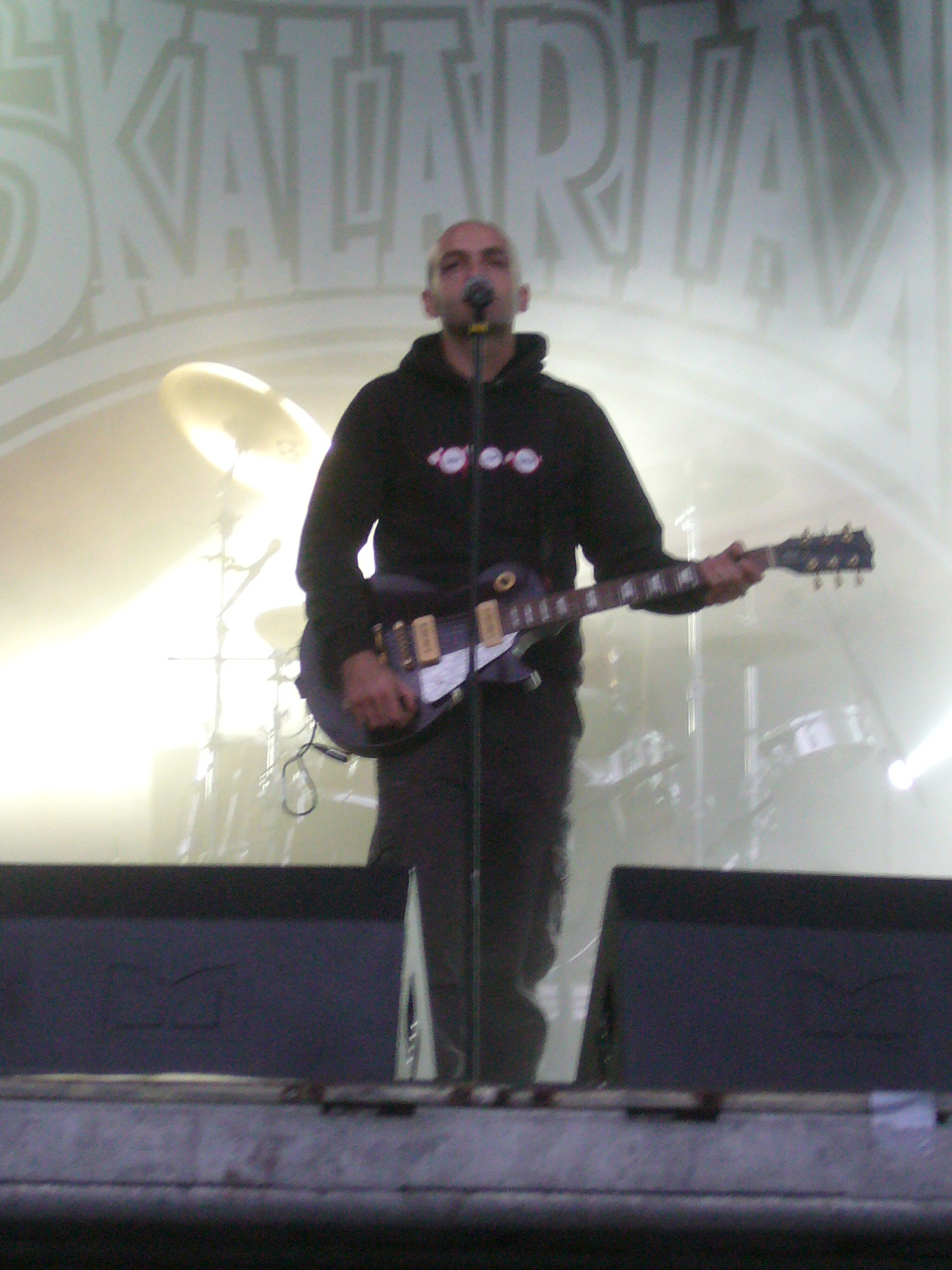
Juantxo Skalari, Sänger von Skalariak

Skalariak ist eine spanische Ska-Band.

## Bandgeschichte
Die Band wurde 1994 im navarrischen Pamplona durch die Skalari-Brüder Juantxo und Peio gegründet. Als sie bis dahin gerade mal ein Dutzend Konzerte gegeben hatten, wurde das Plattenlabel GOR Records auf sie aufmerksam. Nachdem ein paar ihrer Songs Aufnahme in Samplern gefunden hatten, veröffentlichte die Gruppe im Jahr 1997 ihr erstes Album „Skalariak“. 
Zwei Jahre später (1999) nahm sie ein zweites Album mit dem Titel „Klub Ska“ auf. Es wurde sehr gut aufgenommen und die Band ging auf eine ausgedehnte Tournee, die sie durch Europa und sogar nach Mexiko führte.
2001 veröffentlichte die Band ihr drittes Album. Es hieß „En La Kalle“ (dt.: Auf der Straße), und die Band machte mit zahlreichen, auch spontanen Straßenauftritten in baskischen Städten dem Titel alle Ehre.
Erneut im Zweijahresrhythmus wartete die Band 2003 mit dem Album „Radio Ghetto“ auf. Die Platte hatte – wie die Alben zuvor – einen dezidiert politischen Anspruch und sprach soziale Belange aus einer linken Perspektive an. Im Anschluss folgte eine Tournee durch Europa, bei der die Band u. a. auf den schweizerischen Open-Air-Festivals in St. Gallen und Gurten auftrat.
Im November 2005 erschien das bisher letzte Album „Luz Rebelde“.

## Texte und Musik
Die kastilischen und zu einem kleinen Teil baskischen Liedtexte bieten eine eigentümliche Mischung aus Anarchismus und baskischem Nationalismus. Die recht deutlichen Punk-Anleihen im ersten Album „Skalariak“ treten bei den späteren Veröffentlichungen zunehmend in den Hintergrund.

## Bandbesetzung
- Juantxo Skalari – Gesang
- Peio Skalari – Schlagzeug
- Javier Etxeberria – Gitarre
- Hiart Leitza – Keyboard
- Luisillo Kalandraka – Bass
- Mario Memola – Saxophon

## Diskographie

### Alben
- 1997: Skalariak (GOR Records)
- 1999: Klub Ska (GOR Records)
- 2001: En La Kalle (GOR Records)
- 2003: Radio Ghetto (Boa Cor)
- 2005: Luz Rebelde (Boa Cor)

### Beteiligung an Samplern
- 1996: LATIN SKA VOL. II (Moon Ska Records)
- 1997: AURTENGO GORAKADA (GOR Records)
- 1997: TIERRA DE ROCK / ROCK LURRALDEA (GOR Records)
- 1998: NUEVAS PROPUESTAS MUSICALES DE EUSKADI (Fundación Autor)
- 1998: SKANKING THE SCUM AWAY (Mad Butcher Records)
- 1999: AURTENGO GORAKADA 3 (GOR Records)
- 1999: UNIVERSO SONORO Vol. 5 (Boa Music)
- 2000: EUSKAL SKA ETA REGGAE (Skunk Diskak)
- 2000: DAS ZK EMPFIEHLT: WIR HABEN EINE WELT ZU GEWINNEN (Mad Butcher Records)
- 2000: LATIN SKA JAZZ (Sock It Records)
- 2000: SAKANAN EGINA (Beleixe Irratia)
- 2001: AURTENGO GORAKADA 5 (GOR Records)
- 2001: NAFARROA – HITZA DANTZAN (GOR Records)
- 2001: DANCE SKA LA 2001 (Banana Juice Production)

### Singles
- 2001: Skalari Rude Klub (GOR Records)
- 2001: Vodka Revolución (GOR Records)